# Aeroport (metropolitana di Mosca)
Aeroport in russo Аэропо́рт? è una stazione della Metropolitana di Mosca, situata sulla Linea Zamoskvoreckaja. Il suo nome, che letteralmente significa aeroporto, è dovuto al vicino Aeroporto Khodynka, il primo aeroporto di Mosca che attualmente non è più in servizio. Esiste tuttavia un capolinea di autobus (Goraerovokzal, Гораэровокзал) che offre un servizio regolare verso i principali aeroporti della capitale russa. Aperta insieme alle altre stazioni della seconda tratta della linea nel 1938, la stazione presenta un design a singola volta. Costruita utilizzando il metodo scava-e-copri, alcuni tratti della galleria furono pre-costruiti e poi calati nel sito dei lavori.
Gli architetti B. Vilensky e V. Yershov applicarono alla stazione un tema avionico, visto come uno dei migliori esempi di architettura Art déco sovietica. La principale caratteristica del disegno è la rete di costole che si intersecano e si estendono fino al soffitto. Queste costole hanno origine da pannelli in calcare posti a intervalli regolari lungo le mura, che sono ricoperte in marmo rosso con venature marroni. Il pavimento è invece rivestito di granito grigio. L'illuminazione proviene da oggetti piramidali che contengono lampade fluorescenti; in origine, tuttavia, la stazione presentava lampadari con normali bulbi al tungsteno.
L'ingresso della stazione è situato sul lato nord di Leningradskij Prospekt, presso via Viktorenko, e sostiene un traffico giornaliero di circa 60.000 passeggeri.